# Гийемо, Александр Шарль
Александр Шарль Гийемо (фр. Alexandre Charles Guillemot; октябрь 1786, Париж — 18 ноября 1831, Париж) — французский художник.

## Биография
Родился в 1786 году в Париже в семье ювелира. Учился живописи у Жака Луи Давида. В 1808 году выиграл Римскую премию за картину «Эрасистрат устанавливает причину болезни Антиоха», после чего, получив по условиям премии грант для поездки в Рим, отправился туда и прожил шесть лет на вилле Медичи.
В 1814 году вернулся в Париж, где регулярно выставлял свои картины на ежегодных Парижских салонах. Не был женат и не имел законных детей. Скончался в 1831 году в Париже.

## Галерея

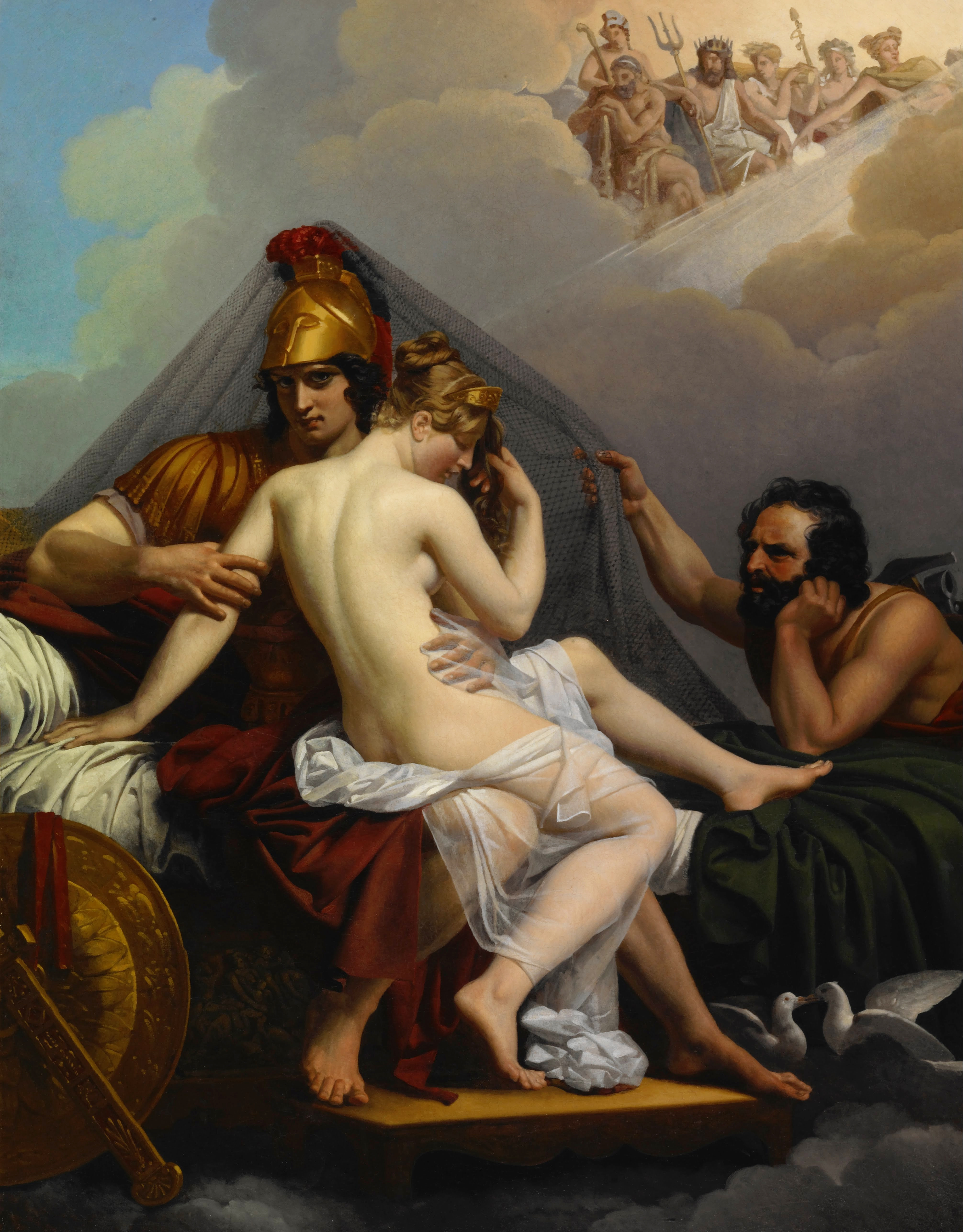
Марс и Венера, застигнутые Вулканом. Художественный музей Индианаполиса, США.
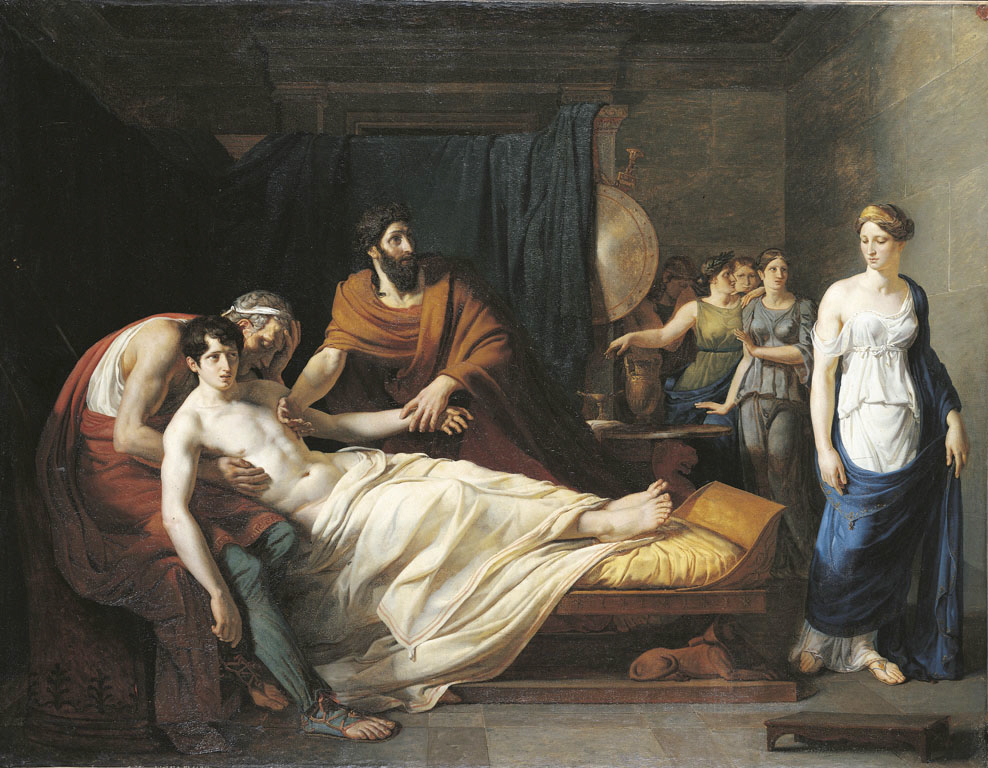
Эрасистрат устанавливает причину болезни Антиоха, Римская премия 1808 года. Собрание Высшей школы изящных искусств Парижа.
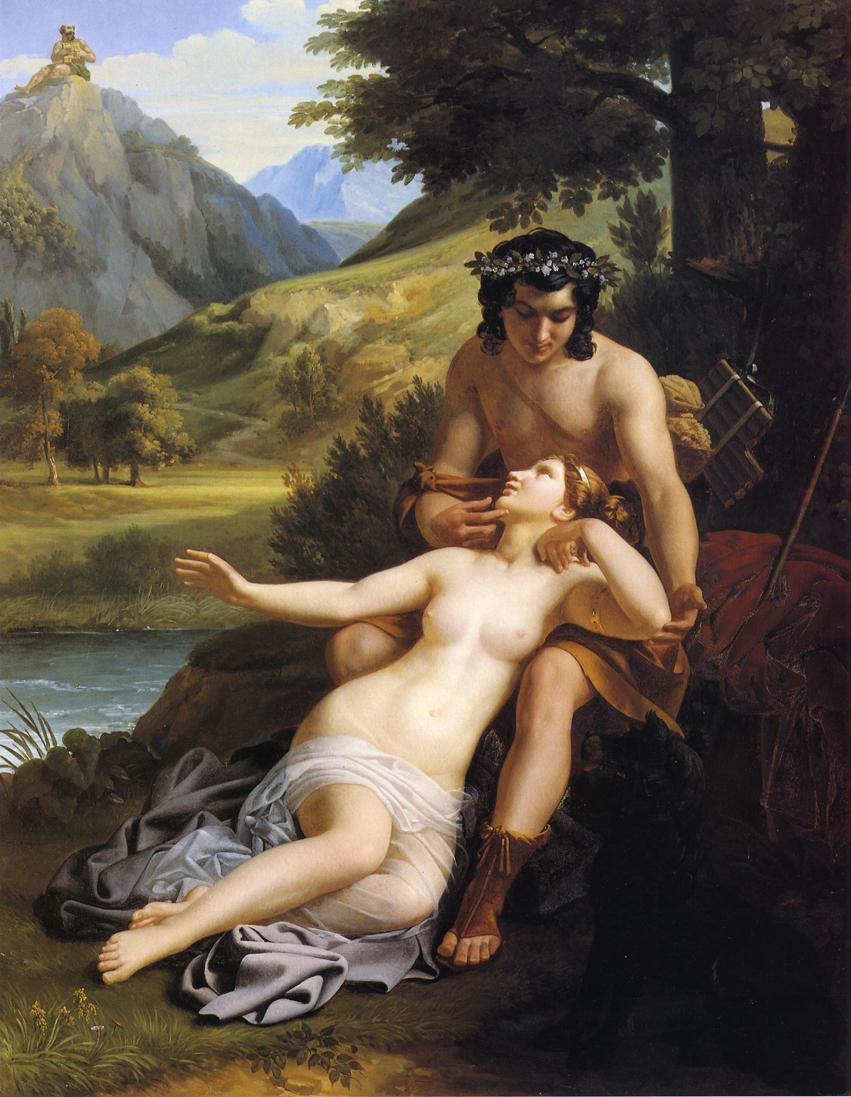
Акид и Галатея